# Rebeca Rus
Rebeca Rodríguez Rus es una publicitaria y escritora española de novelas chick lit.

## Biografía
Rebeca Rodríguez Rus nació en Madrid, España. Trabajó como creativa en una Agencia de Publicidad y a lo largo de su carrera trabajó en grandes campañas, además de recibir importantes premios del sector. 
Es autora de una novela de humor, Sabrina 1 - El mundo 0, que pertenece al género literario conocido como chick lit, de raíz anglosajona, pero adaptado al imaginario español. La novela tiene una secuela llamada  Sabrina contra el imperio del zapping en la que sigue explorando la alocada vida de la creativa protagonista. En 2010 publicó una tercera novela en la misma editorial, llamada Diez maneras diferentes de ser Laura. En 2011 se edita la cuarta novela, Mientras tanto, Londres. En 2013 publicó su quinta novela, Ginebra para dos.

### Como Rebeca Rus

#### Saga Sabrina
1. Sabrina: 1 - El mundo: 0 (2008)
2. Sabrina contra el imperio del zapping (2009)

#### Novelas independientes
- Diez maneras diferentes de ser Laura (2010)
- Mientras tanto, en Londres... (2011)
- Ginebra para dos (2013)
- Y ahora... ¿qué hago? (2014)
- Todas las bodas necesitan un plan B (2020)

## Detalle de los libros
Sabrina:1-El Mundo:0 (Esencia - Editorial Planeta).
Sinopsis:
Sabrina tiene 26 años, es alocada, irresponsable y con tendencia a meterse en líos. Su trabajo como creativa junior en una agencia de publicidad no le da más que para compartir un piso caótico con 2 amigas: Candela, acostumbrada a no hacer nada y a pasarle la cuenta a sus padres y Ana, una fanática de la moda que siempre sigue con consejos de la revista "Vogue".
A pesar de llegar siempre en números rojos a fin de mes, se permite su afán consumista en Zara. Ella intenta paliarlo, pero...es superior a ella.  No obstante, Sabrina ha decidido convertirse en la mejor publicista de España y llevarse un león de oro en el Festival de Cannes (algo así como los Oscar publicitarios).
Así que, por primera vez en su vida, va a dejar el messsenger, las intrigas de oficina y los escaqueos para luchar por esa meta. Lo que Sabrina no se espera es que dentro de su cabeza haya verdadero talento, y mucho menos que la persona que va a ayudarla a descubrirlo sea quién es. 
Análisis:
Encuadrada dentro del género chick lit, Sabrina resulta un personaje más cómico que sus equivalentes anglosajones. Con frecuencia se acaba envuelta en situaciones que rozan el humor absurdo, y aunque se mueve en un entorno madrileño, fácilmente reconocible, la autora aplica a menudo elementos y técnicas más cercanos al surrealismo que al costumbrismo naif habitual en los chick lit. En ese contexto, resulta reconocible la influencia de series de televisión como Camera café o The Office

Sabrina contra el imperio del zapping (Esencia - Editorial Planeta).
Sinopsis
Tras triunfar como creativa y conseguir a su príncipe azul, Sabrina parece llevar la vida perfecta. Pero pronto surgen algunos problemas: para empezar, coienza a comportarse como una diva; además, su novio lleva una conducta sospechosa que hace temer a Sabrina que le esté engañando con otra mujer, y por si fuera poco, en la agencia suceden cosas extrañas que parecen presagiar juego sucio.
Análisis:
Secuela de Sabrina 1- El mundo 0, en esta novela se siguen explorando los mismos referentes que en la anterior obra de la autora. Por una parte se incide en el localismo y en el momento concreto de la realidad social -hay abundantísimas referencias a la crisis económica, por ejemplo-, y por otra se hace hincapié en el absurdo de la vida diaria, especialmente en la oficina.

Diez maneras diferentes de ser Laura (Esencia - Editorial Planeta).
Sinopsis
Laura Castrozábal es una joven tímida y apocada que sobrevive de trabajo temporal en trabajo temporal. cuando la echan de su último y casposo trabajo en una fábrica de jabones y vaselinas, Laura se refugia, como hace siempre, en sus fantasías. Sin embargo, su amiga Valentina le ha conseguido un nuevo trabajo que parece perfecto en una agencia de publicidad. El problema es que para hacerlo ha mentido descaradamente en su currículum, y ahora Laura se ve envuelta en el lío más importante de su vida.
Análisis:
Con fuertes influencias de La vida secreta de Walter Mitty, en Diez maneras diferentes de ser Laura asistimos a una trama clásica del chick lit: una chica joven pero preparada que tropieza con dificultades en el trabajo y el amor que va venciendo gracias a su capacidad. Sin embargo, la estructura de pequeños capítulos-parodia en los que se describen las fantasías en las que la protagonista se refugia logra que la novela sea sustancialmente distinta de las del género, permitiendo a la autora explorar diversos tipos de narración como la novela policíaca, el thriller, la novela romántica, la de fantasía medieval o las retransmisiones deportivas. 
Dies maneras diferentes de ser Laura es una obra menos disparatada que las del ciclo de Sabrina (sus protagonistas tienen poco que ver, aunque vivan en el mismo universo narrativo y compartan, incluso, personajes secundarios) y más madura, con más complejidades.
Mientras tanto, en Londres... (Esencia - Editorial Planeta).
Sinopsis:
Álex Mata es una humilde estudiante de moda que está a punto de conseguir el sueño de su vida: realizar un máster de moda en la Central Saint Martins de Londres, la escuela de Moda más famosa del mundo. Por desgracia, su carpeta de trabajos se extravía durante el viaje y Álex se encuentra en Londres en una situación desesperada: sin trabajo, sin dinero, sin amigos y sin poder entrar en la escuela. Pero el Destino ha ido moviendo sus hilos sutilmente para cruzar su camino con Macarena, una chica bien de una familia de rancio abolengo, David Rees- Hamilton, un seductor y joven millonario especialista en conquistar supermodelos y Gail Brooks, su abogada y amiga de la infancia. ¿Logrará Álex cumplir su sueño o el Destino se interpondrá en su camino y cambiará su vida para siempre? Es más: ¿existe el Destino? ¿Es un bromista incurable?
Análisis:
Mientras tanto, en Londres... es hasta el momento la novela más compleja de Rebeca Rus. Aunque la protagonista es sin duda Álex Mata, comparte plano con tres personajes más, convirtiendo la novela en una historia casi coral. La autora crea cuatro tramas aparentemente inconexas que van confluyendo hasta unirse en una sola historia. Como de costumbre en Rus, la novela avanza con ligereza, predominando las escenas de humor, pero en esta novela Rus reflexiona con más empaque sobre las casualidades, el Destino y el efecto que el azar -y su falta- ejerce sobre la gente. Es además, la primera obra en la que la autora abandona el mundo de las agencias de publicidad.
Ginebra para dos... (Esencia - Editorial Planeta).
Sinopsis:
Silvia Vega, directora creativa de una importante agencia de publicidad española, viaja a Ginebra con el único objetivo de conseguir como cliente una importante empresa.
Silvia tiene determinación, grandes ideas y un espíritu de sacrificio insuperable, pero no cuenta con el irresistible Daniel Soler, uno de los creativos más famosos del país, que se interpondrá en sus planes para conseguir el mayor ascenso de su vida.